# Долгушин, Александр Иванович
Алекса́ндр Ива́нович Долгу́шин (7 марта 1946, Москва — 17 апреля 2006, Москва) — советский ватерполист, играл на позиции защитника. Олимпийский чемпион 1972 года, серебряный призёр игр 1968 года, участник трёх Олимпиад (провёл 23 игры, забил 9 мячей в рамках игр). Чемпион мира 1975 года, чемпион Европы 1966 и 1970 годов. Десятикратный Чемпион СССР 1964—1967 годов, 1970—1971 годов, 1975—1978 годов. На клубном уровне выступал за ЦСК ВМФ. Заслуженный мастер спорта СССР (1970). Член КПСС с 1978 года. Награждён медалью «За трудовое отличие».

## Биография
Александр Иванович Долгушин родился в Москве 7 марта 1946 года.
Выпускник Московского экономико-статистического института (1972).
Заслуженный мастер спорта (1970, водное поло). Защитник.
Олимпийский чемпион (1972).
Серебряный призёр Олимпийских игр (1968).
Участник Олимпийских игр (1976).
Чемпион мира (1975).
Серебряный призёр чемпионата мира (1973).
Чемпион Европы (1966, 1970).
Серебряный призёр чемпионата Европы (1974).
Чемпион СССР (1963—1967, 1970—1971, 1975—1978).
Серебряный призёр чемпионатов СССР (1968, 1969), 1972—1974).
Обладатель Кубка европейских чемпионов (1976).
Обладатель Суперкубка Европы (1976).
В сборной команде СССР с 1965 по 1977 год.
Выступал за команду ЦСК ВМФ (Москва).
Завершил спортивную карьеру в 1978 году.
Награждён медалью «За трудовое отличие».
Умер 17 апреля 2006 года в своей столичной квартире на улице Героев Панфиловцев от сердечной недостаточности, на 61-м году жизни. Похоронен на Преображенском кладбище в Москве.